# ATP Challenger Tour 2009
In der folgenden Tabelle werden die Turniere der professionellen Herrentennis-Saison 2009 der ATP Challenger Tour dargestellt. Sie bestand aus 20 Turnieren der Tretorn SERIE+ und 142 regulären Turnieren mit einem Preisgeld zwischen 30.000 und 127.500 Euro. Es war die 33. Ausgabe des Challenger-Turnierzyklus und die erste unter dem Namen ATP Challenger Tour.

## Turnierplan

### Januar
| Datum1 | Ort         | Turnier                              | Preisgeld2   | Belag3      | Sieger Einzel    | Sieger Doppel                         |
| ------ | ----------- | ------------------------------------ | ------------ | ----------- | ---------------- | ------------------------------------- |
| 05.01. | São Paulo   | Aberto de São Paulo                  | $ 100.000 +H | Hartplatz   | Ricardo Mello    | Leonardo Mayer Carlos Berlocq         |
| 05.01. | Nouméa      | Internationaux de Nouvelle-Calédonie | $ 075.000 +H | Hartplatz   | Brendan Evans    | wegen Schlechtwetter abgesagt         |
| 12.01. | Salinas     | Abierto Internacional de Salinas     | $ 035.000 +H | Hartplatz   | Santiago Giraldo | Sanchai Ratiwatana Sonchat Ratiwatana |
| 19.01. | Iquique     | Challenger ATP de Iquique            | $ 035.000 +H | Sand        | Máximo González  | Jean-Julien Rojer Johan Brunström     |
| 26.01. | Heilbronn   | Heilbronn Open                       | € 085.000 +H | Teppich (i) | Benjamin Becker  | Karol Beck Jaroslav Levinský          |
| 26.01. | Carson      | Home Depot Center USTA Challenger    | $ 050.000    | Hartplatz   | Wayne Odesnik    | David Martin Scott Lipsky             |
| 26.01. | Bucaramanga | Seguros Bolívar Open Bucaramanga     | $ 035.000 +H | Sand        | Horacio Zeballos | Diego Álvarez Carlos Poch Gradin      |

### Februar
| Datum1 | Ort       | Turnier                                         | Preisgeld2   | Belag3        | Sieger Einzel   | Sieger Doppel                         |
| ------ | --------- | ----------------------------------------------- | ------------ | ------------- | --------------- | ------------------------------------- |
| 02.02. | Breslau   | KGHM Dialog Polish Indoors                      | € 106.500 +H | Hartplatz     | Michael Berrer  | Sanchai Ratiwatana Sonchat Ratiwatana |
| 02.02. | Burnie    | McDonald’s Burnie Men’s International           | $ 050.000    | Hartplatz     | Brydan Klein    | Miles Armstrong Sadik Kadir           |
| 02.02. | Dallas    | Challenger of Dallas                            | $ 050.000    | Hartplatz (i) | Ryan Sweeting   | Rajeev Ram Prakash Amritraj           |
| 16.02. | Belgrad   | GEMAX Open                                      | € 106.500 +H | Teppich (i)   | Viktor Troicki  | Philipp Marx Michael Kohlmann         |
| 16.02. | Tanger    | Morocco Tennis Tour Tanger                      | € 030.000 +H | Sand          | Marc López      | Éric Prodon Augustin Gensse           |
| 23.02. | Besançon  | Open de Franche-Comté – Internationaux du Doubs | € 106.500 +H | Hartplatz (i) | Kristof Vliegen | Karol Beck Jaroslav Levinský          |
| 23.02. | Melbourne | Maccabi Men’s Challenger                        | $ 050.000    | Hartplatz     | Bernard Tomic   | Sanchai Ratiwatana Sonchat Ratiwatana |
| 23.02. | Meknès    | Morocco Tennis Tour Meknès                      | € 030.000 +H | Sand          | Rui Machado     | Lamine Ouahab Marc López              |
| 23.02. | Wolfsburg | Volkswagen Challenger                           | € 030.000 +H | Teppich (i)   | Ruben Bemelmans | Ken Skupski Travis Rettenmaier        |

### März
| Datum1 | Ort                 | Turnier                                        | Preisgeld2   | Belag3        | Sieger Einzel     | Sieger Doppel                          |
| ------ | ------------------- | ---------------------------------------------- | ------------ | ------------- | ----------------- | -------------------------------------- |
| 02.03. | Bergamo             | Internazionali di Tennis di Bergamo            | € 106.500 +H | Hartplatz (i) | Lukáš Rosol       | Karol Beck Jaroslav Levinský           |
| 02.03. | Cherbourg-Octeville | Challenger DCNS de Cherbourg                   | € 042.500 +H | Hartplatz (i) | Arnaud Clément    | Édouard Roger-Vasselin Arnaud Clément  |
| 09.03. | Rabat               | Morocco Tennis Tour Rabat                      | € 042.500 +H | Sand          | Laurent Recouderc | Santiago Ventura Rubén Ramírez Hidalgo |
| 09.03. | Kyōto               | Shimadzu All Japan Indoor Tennis Championships | $ 035.000 +H | Teppich (i)   | Serhij Bubka      | Martin Slanar Aisam-ul-Haq Qureshi     |
| 09.03. | Santiago de Chile   | Copa Cachantún                                 | $ 035.000 +H | Sand          | Máximo González   | Horacio Zeballos Sebastián Prieto      |
| 16.03. | Bogotá              | Bancolombia Open                               | $ 125.000 +H | Sand          | Horacio Zeballos  | Horacio Zeballos Sebastián Prieto      |
| 16.03. | Sunrise             | BMW Tennis Championship                        | $ 125.000 +H | Hartplatz     | Robin Söderling   | Bobby Reynolds Eric Butorac            |
| 16.03. | Marrakesch          | Morocco Tennis Tour Marrakesch                 | € 106.500 +H | Sand          | Marcos Daniel     | Santiago Ventura Rubén Ramírez Hidalgo |
| 16.03. | Bangkok             | SAT Bangkok Open                               | $ 050.000    | Hartplatz     | Florian Mayer     | Joseph Sirianni Joshua Goodall         |
| 16.03. | Caltanissetta       | Città di Caltanissetta                         | € 030.000 +H | Sand          | Jesse Huta Galung | David Marrero Juan Pablo Brzezicki     |
| 23.03. | Khorat              | SAT Korat Open                                 | $ 050.000    | Hartplatz     | Andreas Beck      | Aisam-ul-Haq Qureshi Rohan Bopanna     |
| 23.03. | Barletta            | Open Barletta                                  | € 042.500 +H | Sand          | Ivo Minář         | Santiago Ventura Rubén Ramírez Hidalgo |
| 23.03. | Jersey              | The Caversham International                    | € 042.500    | Hartplatz (i) | Daniel Evans      | Travis Rettenmaier Eric Butorac        |
| 23.03. | Sarajevo            | BH Telecom Indoor                              | € 030.000 +H | Hartplatz (i) | Ivan Dodig        | Dawid Olejniczak Konstantin Krawtschuk |
| 30.03. | Neapel              | Tennis Napoli Cup                              | € 085.000 +H | Sand          | Pablo Cuevas      | David Marrero Pablo Cuevas             |
| 30.03. | Saint-Brieuc        | Open Prévadiès                                 | € 030.000 +H | Sand (i)      | Josselin Ouanna   | Simon Stadler David Martin             |

### April
| Datum1 | Ort             | Turnier                                | Preisgeld2   | Belag3    | Sieger Einzel     | Sieger Doppel                         |
| ------ | --------------- | -------------------------------------- | ------------ | --------- | ----------------- | ------------------------------------- |
| 06.04. | Athen           | Status Athens Open                     | € 085.000 +H | Sand      | Rui Machado       | Philipp Marx Rameez Junaid            |
| 06.04. | Baton Rouge     | Price Leblanc Lexus Pro Tennis Classic | $ 050.000    | Hartplatz | Benjamin Becker   | Rajeev Ram Bobby Reynolds             |
| 06.04. | Monza           | Mitsubishi Electric Europe Cup         | € 030.000 +H | Sand      | David Marrero     | Travis Rettenmaier James Auckland     |
| 06.04. | San Luis Potosí | San Luis Potosí Challenger             | $ 035.000 +H | Sand      | Santiago Giraldo  | Horacio Zeballos Santiago González    |
| 13.04. | Johannesburg    | Soweto Open                            | $ 100.000 +H | Hartplatz | Fabrice Santoro   | Chris Guccione George Bastl           |
| 13.04. | Mexiko-Stadt    | Challenger Casablanca San Ángel        | $ 035.000 +H | Hartplatz | Dick Norman       | Sanchai Ratiwatana Sonchat Ratiwatana |
| 13.04. | Rom             | Rai Open                               | € 030.000 +H | Sand      | Sebastián Decoud  | Alessandro Motti Simon Greul          |
| 20.04. | Sofia           | Zagorka Cup                            | € 085.000    | Sand      | Ivo Minář         | David Škoch Dominik Hrbatý            |
| 20.04. | Tallahassee     | Tallahassee Tennis Challenger          | $ 050.000    | Hartplatz | John Isner        | Scott Lipsky Eric Butorac             |
| 20.04. | Rom             | Roma Open Challenger                   | € 030.000 +H | Sand      | Daniel Köllerer   | Christopher Kas Simon Greul           |
| 27.04. | Tunis           | Tunis Open                             | $ 125.000 +H | Sand      | Gastón Gaudio     | Leonardo Mayer Brian Dabul            |
| 27.04. | Rhodos          | Aegean Tennis Cup                      | € 085.000 +H | Hartplatz | Benjamin Becker   | Karol Beck Jaroslav Levinský          |
| 27.04. | Ostrava         | Prosperita Open                        | € 042.500    | Sand      | Jan Hájek         | Robin Vik Jan Hájek                   |
| 27.04. | Teneriffa       | Open Costa Adeje – Isla de Tenerife    | € 030.000 +H | Hartplatz | Marco Chiudinelli | Philipp Petzschner Alexander Peya     |
| 27.04. | Pereira         | Seguros Bolívar Open Pereira           | $ 035.000 +H | Sand      | Alejandro Falla   | João Souza Víctor Estrella            |

### Mai
| Datum1 | Ort             | Turnier                           | Preisgeld2   | Belag3    | Sieger Einzel     | Sieger Doppel                                      |
| ------ | --------------- | --------------------------------- | ------------ | --------- | ----------------- | -------------------------------------------------- |
| 04.05. | Ramat haScharon | Israel Open                       | $ 100.000    | Hartplatz | Lu Yen-hsun       | Chris Guccione George Bastl                        |
| 04.05. | Savannah        | Tail Savannah Challenger          | $ 050.000    | Sand      | Michael Russell   | Travis Rettenmaier Carsten Ball                    |
| 04.05. | Sanremo         | Sanremo Tennis Cup                | € 030.000 +H | Sand      | Kevin Anderson    | Dmitri Sitak Juri Schtschukin                      |
| 11.05. | Bordeaux        | BNP Paribas Primrose Bordeaux     | € 085.000 +H | Sand      | Marc Gicquel      | Horacio Zeballos Pablo Cuevas                      |
| 11.05. | Busan           | Busan Open Challenger Tennis      | $ 075.000 +H | Hartplatz | Danai Udomchoke   | Sanchai Ratiwatana Sonchat Ratiwatana              |
| 11.05. | Izmir           | İzmir Cup                         | € 064.000 +H | Hartplatz | Andrea Stoppini   | Harel Levy Jonathan Erlich                         |
| 11.05. | Zagreb          | Zagreb Open                       | $ 050.000 +H | Sand      | Marcos Daniel     | Alessandro Motti Peter Luczak                      |
| 11.05. | Sarasota        | Sarasota Open                     | $ 050.000    | Sand      | James Ward        | Santiago González Víctor Estrella                  |
| 11.05. | Blumenau        | Aberto de Tênis de Santa Catarina | $ 035.000 +H | Sand      | Marcelo Demoliner | Rodrigo Guidolin Marcelo Demoliner                 |
| 18.05. | Cremona         | Trofeo Paolo Corazzi              | € 030.000 +H | Hartplatz | Benjamin Becker   | Ken Skupski Colin Fleming                          |
| 18.05. | Fargʻona        | Fergana Challenger                | $ 035.000 +H | Hartplatz | Lukáš Lacko       | Alexei Kedrjuk Pawel Tschechow                     |
| 25.05. | Carson          | LA Tennis Open Challenger         | $ 050.000    | Hartplatz | Michael Russell   | Frederik Nielsen Harsh Mankad                      |
| 25.05. | Alessandria     | Trofeo Cassa di Risparmio         | € 030.000 +H | Sand      | Blaž Kavčič       | José Antonio Sánchez de Luna Rubén Ramírez Hidalgo |
| 25.05. | Karlsruhe       | Baden Open                        | € 030.000 +H | Sand      | Florian Mayer     | Philipp Marx Rameez Junaid                         |

### Juni
| Datum1 | Ort                | Turnier                               | Preisgeld2   | Belag3    | Sieger Einzel     | Sieger Doppel                                |
| ------ | ------------------ | ------------------------------------- | ------------ | --------- | ----------------- | -------------------------------------------- |
| 01.06. | Prostějov          | Unicredit Czech Open                  | € 127.500 +H | Sand      | Jan Hájek         | Jean-Julien Rojer Johan Brunström            |
| 01.06. | Fürth              | Schickedanz Open                      | € 042.500 +H | Sand      | Peter Luczak      | Santiago Ventura Rubén Ramírez Hidalgo       |
| 01.06. | Nottingham         | AEGON Trophy                          | € 042.500    | Rasen     | Brendan Evans     | Scott Lipsky Eric Butorac                    |
| 01.06. | Yuba City          | Sunset Moulding Challenger            | $ 050.000    | Hartplatz | Ryler DeHeart     | Travis Rettenmaier Carsten Ball              |
| 08.06. | Lugano             | BSI Challenger Lugano                 | € 085.000 +H | Sand      | Stan Wawrinka     | Jean-Julien Rojer Johan Brunström            |
| 08.06. | Košice             | Košice Open                           | € 030.000 +H | Sand      | Stéphane Robert   | Santiago Ventura Rubén Ramírez Hidalgo       |
| 15.06. | Bytom              | ZRE Katowice Open                     | € 030.000 +H | Sand      | Laurent Recouderc | Gabriel Trujillo Soler Pablo Santos González |
| 15.06. | Mailand            | Harbour Tennis Cup                    | € 030.000 +H | Sand      | Alessio di Mauro  | Daniele Bracciali Yves Allegro               |
| 22.06. | Reggio nell’Emilia | Camparini Gioielli Cup                | € 042.500 +H | Sand      | Paolo Lorenzi     | Pere Riba Miguel Ángel López Jaén            |
| 22.06. | Constanța          | Mamaia Challenger                     | € 030.000 +H | Sand      | Blaž Kavčič       | David Marrero Adrián García                  |
| 29.06. | Braunschweig       | Nord/LB Open                          | € 106.500 +H | Sand      | Óscar Hernández   | Jean-Julien Rojer Johan Brunström            |
| 29.06. | Turin              | Sporting Challenger                   | € 085.000 +H | Sand      | Potito Starace    | Potito Starace Daniele Bracciali             |
| 29.06. | Winnetka           | Nielsen USTA Pro Tennis Championships | $ 050.000    | Hartplatz | Alex Kuznetsov    | Travis Rettenmaier Carsten Ball              |
| 29.06. | Rijeka             | Rijeka Open                           | € 030.000 +H | Sand      | Paolo Lorenzi     | Miguel Ángel López Jaén Sebastián Decoud     |

### Juli
| Datum1 | Ort                      | Turnier                                  | Preisgeld2   | Belag3    | Sieger Einzel        | Sieger Doppel                       |
| ------ | ------------------------ | ---------------------------------------- | ------------ | --------- | -------------------- | ----------------------------------- |
| 06.07. | Pozoblanco               | Open Diputación Ciudad de Pozoblanco     | € 085.000 +H | Hartplatz | Karol Beck           | Karol Beck Jaroslav Levinský        |
| 06.07. | Scheveningen             | Siemens Open                             | € 064.000 +H | Sand      | Kristof Vliegen      | Máximo González Lucas Arnold Ker    |
| 06.07. | Oberstaufen              | Oberstaufen Cup                          | € 030.000 +H | Sand      | Robin Vik            | Marcel Zimmermann Dieter Kindlmann  |
| 06.07. | San Benedetto del Tronto | Carisap Tennis Cup                       | € 030.000 +H | Sand      | Fabio Fognini        | Cristian Villagrán Stefano Ianni    |
| 13.07. | Bogotá                   | Seguros Bolívar Open Bogotá              | $ 125.000 +H | Sand      | Marcos Daniel        | Horacio Zeballos Sebastián Prieto   |
| 13.07. | Aptos                    | Comerica Bank Challenger                 | $ 075.000    | Hartplatz | Chris Guccione       | Chris Guccione Carsten Ball         |
| 13.07. | Rimini                   | Riviera di Rimini Challenger             | € 042.500 +H | Sand      | Thomaz Bellucci      | Dieter Kindlmann Matthias Bachinger |
| 13.07. | Manchester               | AEGON Pro Series Manchester              | € 030.000 +H | Rasen     | Olivier Rochus       | Jonathan Marray Joshua Goodall      |
| 20.07. | Posen                    | Poznań Porsche Cup                       | € 064.000 +H | Sand      | Peter Luczak         | Alexandre Sidorenko Sergio Roitman  |
| 20.07. | Lexington                | Fifth Third Bank Tennis Championships    | $ 050.000    | Hartplatz | Harel Levy           | Ryler DeHeart Kevin Anderson        |
| 20.07. | Pensa                    | Penza Cup                                | $ 050.000    | Hartplatz | Michail Kukuschkin   | Alexander Kudrjawzew Michail Jelgin |
| 20.07. | Manta                    | Manta Open – Trofeo Ricardo Delgado Aray | $ 035.000 +H | Hartplatz | Horacio Zeballos     | André Miele Ricardo Hocevar         |
| 20.07. | Recanati                 | Guzzini Challenger                       | € 030.000 +H | Hartplatz | Stéphane Bohli       | Joseph Sirianni Frederik Nielsen    |
| 27.07. | Orbetello                | Orbetello Challenger Trofeo Bellaveglia  | € 085.000 +H | Sand      | Oleksandr Dolhopolow | Giancarlo Petrazzuolo Paolo Lorenzi |
| 27.07. | Granby                   | Challenger National Bank Granby          | $ 050.000 +H | Hartplatz | Xavier Malisse       | Ken Skupski Colin Fleming           |
| 27.07. | Saransk                  | Mordovia Cup                             | $ 050.000    | Sand      | Íñigo Cervantes      | Jewgeni Kirillow Michail Jelgin     |
| 27.07. | Tampere                  | Tampere Open                             | € 042.500    | Sand      | Thiemo de Bakker     | Juri Schtschukin Peter Luczak       |
| 27.07. | Belo Horizonte           | BH Tennis Open                           | $ 035.000 +H | Hartplatz | Júlio Silva          | Izak van der Merwe Márcio Torres    |

### August
| Datum1 | Ort                    | Turnier                                     | Preisgeld2   | Belag3    | Sieger Einzel        | Sieger Doppel                        |
| ------ | ---------------------- | ------------------------------------------- | ------------ | --------- | -------------------- | ------------------------------------ |
| 03.08. | Segovia                | ATP Open Castilla y León                    | € 106.500 +H | Hartplatz | Feliciano López      | Édouard Roger-Vasselin Nicolas Mahut |
| 03.08. | San Marino             | San Marino CEPU                             | € 085.000 +H | Sand      | Andreas Seppi        | Sebastián Prieto Lucas Arnold Ker    |
| 03.08. | Vancouver              | Odlum Brown Vancouver Open                  | $ 100.000    | Hartplatz | Marcos Baghdatis     | Rik De Voest Kevin Anderson          |
| 03.08. | Campos do Jordão       | Citibank Mastercard Tennis Cup              | $ 050.000 +H | Hartplatz | Horacio Zeballos     | Sam Groth Joshua Goodall             |
| 10.08. | Cordenons              | Kos Zucchetti Tennis Cup                    | € 085.000 +H | Sand      | Peter Luczak         | Travis Rettenmaier Jamie Cerretani   |
| 10.08. | Istanbul               | TED Open                                    | $ 050.000    | Hartplatz | Illja Martschenko    | Filip Prpic Frederico Gil            |
| 10.08. | Binghamton             | Levene Gouldin & Thompson Tennis Challenger | $ 050.000    | Hartplatz | Paul Capdeville      | Scott Lipsky Rik De Voest            |
| 10.08. | Brasília               | Aberto de Brasília                          | $ 035.000 +H | Hartplatz | Ricardo Mello        | Rodrigo Guidolin Marcelo Demoliner   |
| 10.08. | Samarqand              | Samarkand Challenger                        | $ 035.000 +H | Sand      | Dustin Brown         | Kaden Hensel Adam Hubble             |
| 10.08. | Vigo                   | Concurso Internacional de Tenis             | € 030.000 +H | Sand      | Thiemo de Bakker     | Raemon Sluiter Thiemo de Bakker      |
| 17.08. | Trani                  | Trani Cup                                   | € 042.500 +H | Sand      | Daniel Köllerer      | Jamie Murray Jamie Delgado           |
| 17.08. | Genf                   | Geneva Challenger IPP Trophy                | € 030.000 +H | Sand      | Dominik Meffert      | Juan-Martín Aranguren Diego Álvarez  |
| 17.08. | Donostia-San Sebastián | Concurso Internacional Tenis San Sebastián  | € 030.000 +H | Sand      | Thiemo de Bakker     | Romain Jouan Jonathan Eysseric       |
| 17.08. | Qarshi                 | Karshi Challenger                           | $ 035.000 +H | Hartplatz | Rainer Eitzinger     | Purav Raja Sadik Kadir               |
| 24.08. | Manerbio               | Trofeo Dimmidisì                            | € 064.000 +H | Sand      | Federico Delbonis    | Simone Vagnozzi Alessio di Mauro     |
| 24.08. | Almaty                 | Almaty Cup                                  | $ 050.000    | Hartplatz | Iwan Serhejew        | Yang Tsung-hua Denys Moltschanow     |
| 31.08. | Brașov                 | Brașov Challenger                           | € 030.000 +H | Sand      | Thiemo de Bakker     | Pablo Santos González Pere Riba      |
| 31.08. | Como                   | Torneo Internazionale Città di Como         | € 030.000 +H | Sand      | Oleksandr Dolhopolow | Alessandro Motti Marco Crugnola      |
| 31.08. | Freudenstadt           | Black Forest Open                           | € 030.000 +H | Sand      | Jan Hájek            | Dušan Karol Jan Hájek                |

### September
| Datum1 | Ort                    | Turnier                              | Preisgeld2   | Belag3    | Sieger Einzel        | Sieger Doppel                        |
| ------ | ---------------------- | ------------------------------------ | ------------ | --------- | -------------------- | ------------------------------------ |
| 07.09. | Genua                  | AON Open Challenger                  | € 085.000 +H | Sand      | Alberto Martín       | Alessandro Motti Daniele Bracciali   |
| 07.09. | Sevilla                | Copa Sevilla                         | € 042.500 +H | Sand      | Pere Riba            | Harsh Mankad Treat Huey              |
| 07.09. | Alphen aan den Rijn    | Tean International                   | € 042.500    | Sand      | Stéphane Robert      | Jamie Murray Jonathan Marray         |
| 07.09. | Saint-Rémy-de-Provence | Trophée des Alpilles                 | € 042.500    | Hartplatz | Marcos Baghdatis     | Lukáš Lacko Jiří Krkoška             |
| 14.09. | Stettin                | Pekao Szczecin Open                  | € 106.500 +H | Sand      | Jewgeni Koroljow     | Mateusz Kowalczyk Tomasz Bednarek    |
| 14.09. | Cali                   | Seguros Bolívar Open Cali            | $ 075.000 +H | Sand      | Alejandro Falla      | Horacio Zeballos Sebastián Prieto    |
| 14.09. | Todi                   | Internazionale di Tennis dell’Umbria | € 042.500 +H | Sand      | Simon Greul          | Philipp Oswald Martin Fischer        |
| 14.09. | Banja Luka             | Banja Luka Challenger                | € 042.500 +H | Sand      | Daniel Gimeno Traver | Rainer Eitzinger Dustin Brown        |
| 14.09. | Tulsa                  | USTA Challenger of Oklahoma          | $ 050.000    | Hartplatz | Taylor Dent          | Rajeev Ram David Martin              |
| 21.09. | Bogotá                 | Copa Petrobras Bogotá                | $ 075.000 +H | Sand      | Carlos Salamanca     | Santiago González Alejandro Falla    |
| 21.09. | Trnava                 | ATP Challenger Trophy                | € 064.000    | Sand      | Oleksandr Dolhopolow | Teimuras Gabaschwili Grigor Dimitrow |
| 21.09. | Ljubljana              | Ljubljana Open                       | € 042.500    | Sand      | Paolo Lorenzi        | Jamie Murray Jamie Delgado           |
| 21.09. | Palermo                | Sicilia Classic Tennis Challenger    | € 030.000 +H | Sand      | Adrian Ungur         | Philipp Oswald Martin Fischer        |
| 28.09. | Buenos Aires           | Copa Petrobras Buenos Aires          | $ 075.000 +H | Sand      | Horacio Zeballos     | Sergio Roitman Brian Dabul           |
| 28.09. | Neapel                 | Tennislife Cup                       | € 064.000 +H | Sand      | Frederico Gil        | Frederico Gil Ivan Dodig             |
| 28.09. | Quito                  | Club Premium Open                    | $ 035.000 +H | Sand      | Carlos Salamanca     | Travis Rettenmaier Santiago González |

### Oktober
| Datum1 | Ort               | Turnier                                          | Preisgeld2   | Belag3        | Sieger Einzel        | Sieger Doppel                          |
| ------ | ----------------- | ------------------------------------------------ | ------------ | ------------- | -------------------- | -------------------------------------- |
| 05.10. | Mons              | Ethias Trophy                                    | € 106.500 +H | Hartplatz (i) | Janko Tipsarević     | Jewgeni Koroljow Denis Istomin         |
| 05.10. | Montevideo        | Copa Petrobras Montevideo                        | $ 075.000 +H | Sand          | Pablo Cuevas         | David Marrero Juan Pablo Brzezicki     |
| 05.10. | Tarragona         | Open Tarragona Costa Daurada                     | € 042.500 +H | Sand          | Daniel Gimeno Traver | Mateusz Kowalczyk Tomasz Bednarek      |
| 05.10. | Sacramento        | Natomas Men’s Professional Tennis Tournament     | $ 050.000    | Hartplatz     | Santiago Giraldo     | David Martin Lester Cook               |
| 12.10. | Taschkent         | Tashkent Challenger                              | $ 125.000 +H | Hartplatz     | Marcos Baghdatis     | Denis Istomin Murod Inoyatov           |
| 12.10. | Asunción          | Copa Petrobras Asunción                          | $ 075.000 +H | Sand          | Ramón Delgado        | Santiago Ventura Rubén Ramírez Hidalgo |
| 12.10. | Rennes            | Open de Rennes                                   | € 064.000 +H | Hartplatz (i) | Alejandro Falla      | Lovro Zovko Eric Butorac               |
| 12.10. | Tiburon           | Royal Bank of Scotland Tiburon Challenger        | $ 050.000    | Hartplatz     | Gō Soeda             | Harsh Mankad Treat Huey                |
| 12.10. | Kolding           | Købstædernes ATP Challenger                      | € 042.500    | Hartplatz (i) | Alex Bogdanovic      | Philipp Oswald Martin Fischer          |
| 19.10. | Orléans           | Open d’Orléans                                   | € 106.500 +H | Hartplatz (i) | Xavier Malisse       | Ken Skupski Colin Fleming              |
| 19.10. | Santiago de Chile | Copa Petrobras Santiago                          | $ 100.000 +H | Sand          | Eduardo Schwank      | Eduardo Schwank Diego Cristin          |
| 19.10. | Calabasas         | USTA Men’s Pro Tennis Championships of Calabasas | $ 050.000    | Hartplatz     | Donald Young         | Simon Stadler Santiago González        |
| 19.10. | Florianópolis     | Cyclus Open de Tênis                             | $ 035.000 +H | Sand          | Guillaume Rufin      | Mateusz Kowalczyk Tomasz Bednarek      |
| 26.10. | Seoul             | Samsung Securities Cup                           | $ 125.000 +H | Hartplatz     | Lukáš Lacko          | Lu Yen-hsun Rik De Voest               |
| 26.10. | São Paulo         | Copa Petrobras São Paulo                         | $ 075.000 +H | Sand          | Thomaz Bellucci      | Ricardo Mello Franco Ferreiro          |

### November
| Datum1 | Ort             | Turnier                                         | Preisgeld2   | Belag3        | Sieger Einzel         | Sieger Doppel                       |
| ------ | --------------- | ----------------------------------------------- | ------------ | ------------- | --------------------- | ----------------------------------- |
| 02.11. | Astana          | President’s Cup                                 | $ 125.000    | Hartplatz (i) | Andrei Golubew        | Jamie Murray Jonathan Marray        |
| 02.11. | Chuncheon       | Flea Market Cup                                 | $ 100.000 +H | Hartplatz     | Lu Yen-hsun           | Dmitri Sitak Andis Juška            |
| 02.11. | Medellín        | Seguros Bolívar Open Medellín                   | $ 050.000 +H | Sand          | Juan Ignacio Chela    | Eduardo Schwank Sebastián Decoud    |
| 02.11. | Charlottesville | Virginia National Bank Men’s Pro Championship   | $ 050.000    | Hartplatz (i) | Kevin Kim             | Andreas Siljeström Martin Emmrich   |
| 02.11. | Eckental        | Bauer Watertechnology Cup                       | € 030.000 +H | Teppich (i)   | Daniel Brands         | Alexander Peya Michael Kohlmann     |
| 09.11. | Aachen          | Lambertz Open by STAWAG                         | € 042.500 +H | Teppich (i)   | Rajeev Ram            | Aisam-ul-Haq Qureshi Rohan Bopanna  |
| 09.11. | Guayaquil       | Challenger Ciudad de Guayaquil                  | $ 050.000 +H | Sand          | Nicolás Lapentti      | Emilio Gómez Júlio César Campozano  |
| 09.11. | Jersey          | Caversham International                         | € 042.500    | Teppich (i)   | Jarkko Nieminen       | Joseph Sirianni Frederik Nielsen    |
| 09.11. | Knoxville       | Knoxville Challenger                            | $ 050.000    | Hartplatz (i) | Taylor Dent           | Andreas Siljeström Martin Emmrich   |
| 16.11. | Bratislava      | Ritro Slovak Open                               | € 106.500    | Hartplatz (i) | Michael Berrer        | Igor Zelenay Philipp Marx           |
| 16.11. | Champaign       | JSM Challenger of Champaign-Urbana              | $ 050.000    | Hartplatz (i) | Michael Russell       | Brian Battistone Dann Battistone    |
| 16.11. | Lima            | Lima Challenger                                 | $ 050.000    | Sand          | Eduardo Schwank       | Martín Alund Juan-Martín Aranguren  |
| 16.11. | Yokohama        | Keio Challenger                                 | $ 050.000    | Hartplatz     | Takao Suzuki          | Yi Chu-huan Yang Tsung-hua          |
| 16.11. | Cancún          | Abierto Internacional Varonil Casablanca Cancún | $ 035.000 +H | Sand          | Nicolás Massú         | Leonardo Tavares Andre Begemann     |
| 23.11. | Helsinki        | IPP Open                                        | € 106.500 +H | Teppich (i)   | Michał Przysiężny     | Aisam-ul-Haq Qureshi Rohan Bopanna  |
| 23.11. | Puebla          | Challenger Varonil Britania Zavaleta            | $ 035.000 +H | Hartplatz     | Ramón Delgado         | Adil Shamasdin Vasek Pospisil       |
| 23.11. | Toyota          | Dunlop World Challenge                          | $ 035.000 +H | Teppich (i)   | Uladsimir Ihnazik     | Alexander Kudrjawzew Andis Juška    |
| 30.11. | Salzburg        | Salzburg Indoors                                | € 064.000 +H | Hartplatz (i) | Michael Berrer        | Igor Zelenay Philipp Marx           |
| 30.11. | Chanty-Mansijsk | Yugra Cup                                       | $ 050.000 +H | Teppich (i)   | Konstantin Krawtschuk | Gerard Granollers Marcel Granollers |

### Dezember
keine Turniere in diesem Monat
- 1 Turnierbeginn (ohne Qualifikation)
- 2 Das Kürzel +H (= hospitality) bedeutet, dass das betreffende Turnier die Spieler unterbringt
- 3 Das Kürzel „(i)“ (= indoor) bedeutet, dass das betreffende Turnier in einer Halle ausgetragen wird.

## Verteilung der Weltranglistenpunkte
Ein Überblick über die Punktverteilung der jeweiligen Challenger-Kategorien im Jahr 2009.
| Turnierkategorie | Gesamtsumme Preisgeld                         | S   | F  | HF | VF | AF | Zusätzliche Qualifikationspunkte |
| ---------------- | --------------------------------------------- | --- | -- | -- | -- | -- | -------------------------------- |
| Challenger       | €0127.500 +H                                  | 125 | 75 | 45 | 25 | 10 | 5                                |
| Challenger       | $0125.000 +H €0106.500 +H                     | 110 | 65 | 40 | 20 | 09 | 5                                |
| Challenger       | $0125.000 $0100.000 +H €0106.500 €0085.000 +H | 100 | 60 | 35 | 18 | 08 | 5                                |
| Challenger       | $0100.000 $0075.000 +H €0085.000 €0064.000 +H | 090 | 55 | 33 | 17 | 08 | 5                                |
| Challenger       | $0075.000 $0050.000 +H €0064.000 €0042.500 +H | 080 | 48 | 29 | 15 | 08 | 3                                |
| Challenger       | $0050.000 $0035.000 +H €0042.500 €0030.000 +H | 075 | 45 | 27 | 13 | 05 | 3                                |

- Erklärung Kopfzeile: S = Sieger; F = (unterlegener) Finalist; HF = Halbfinale erreicht (und dann ausgeschieden); VF = Viertelfinale; AF = Achtelfinale
- +H = Turniere, die zusätzlich zum Preisgeld die Unterkunft für die Spieler tragen, werden in die jeweils nächsthöhere Preisgeldkategorie gestuft.
- Paare im Doppel erhalten keine Punkte vor dem Viertelfinale.

## Titelübersicht
| Tretorn SERIE+ Turniere |
| normale Turniere        |
| Insgesamt               |

### Spielerwertung
| Gesamt | Spieler                      | E | D | E | D | E | D |
| ------ | ---------------------------- | - | - | - | - | - | - |
| 11     | Horacio Zeballos             |   |   | 5 | 6 | 5 | 6 |
| 8      | Travis Rettenmaier           |   | 1 |   | 7 | 0 | 8 |
| 7      | Rubén Ramírez Hidalgo        |   |   |   | 7 | 0 | 7 |
| 6      | Karol Beck                   | 1 | 4 |   | 1 | 1 | 5 |
| 6      | Santiago Ventura             |   |   |   | 6 | 0 | 6 |
| 5      | Jaroslav Levinský            |   | 4 |   | 1 | 0 | 5 |
| 5      | Peter Luczak                 | 2 |   | 1 | 2 | 3 | 2 |
| 5      | Philipp Marx                 |   | 2 |   | 3 | 0 | 5 |
| 5      | Sebastián Prieto             |   | 1 |   | 4 | 0 | 5 |
| 5      | Sanchai Ratiwatana           |   | 1 |   | 4 | 0 | 5 |
| 5      | Sonchat Ratiwatana           |   | 1 |   | 4 | 0 | 5 |
| 5      | Thiemo de Bakker             |   |   | 4 | 1 | 4 | 1 |
| 5      | Jan Hájek                    |   |   | 3 | 2 | 3 | 2 |
| 5      | David Marrero                |   |   | 1 | 4 | 1 | 4 |
| 5      | Eric Butorac                 |   |   |   | 5 | 0 | 5 |
| 4      | Benjamin Becker              | 2 |   | 2 |   | 4 | 0 |
| 4      | Chris Guccione               |   | 1 | 1 | 2 | 1 | 3 |
| 4      | Johan Brunström              |   | 1 |   | 3 | 0 | 4 |
| 4      | Jean-Julien Rojer            |   | 1 |   | 3 | 0 | 4 |
| 4      | Alejandro Falla              |   |   | 3 | 1 | 3 | 1 |
| 4      | Paolo Lorenzi                |   |   | 3 | 1 | 3 | 1 |
| 4      | Pablo Cuevas                 |   |   | 2 | 2 | 2 | 2 |
| 4      | Eduardo Schwank              |   |   | 2 | 2 | 2 | 2 |
| 4      | Rajeev Ram                   |   |   | 1 | 3 | 1 | 3 |
| 4      | Carsten Ball                 |   |   |   | 4 | 0 | 4 |
| 4      | Santiago González            |   |   |   | 4 | 0 | 4 |
| 4      | Scott Lipsky                 |   |   |   | 4 | 0 | 4 |
| 4      | David Martin                 |   |   |   | 4 | 0 | 4 |
| 4      | Alessandro Motti             |   |   |   | 4 | 0 | 4 |
| 4      | Jamie Murray                 |   |   |   | 4 | 0 | 4 |
| 4      | Aisam-ul-Haq Qureshi         |   |   |   | 4 | 0 | 4 |
| 4      | Ken Skupski                  |   |   |   | 4 | 0 | 4 |
| 3      | Lu Yen-hsun                  | 2 | 1 |   |   | 2 | 1 |
| 3      | Michael Berrer               | 2 |   | 1 |   | 3 | 0 |
| 3      | Lukáš Lacko                  | 1 |   | 1 | 1 | 2 | 1 |
| 3      | Máximo González              |   | 1 | 2 |   | 2 | 1 |
| 3      | Tomasz Bednarek              |   | 1 |   | 2 | 0 | 3 |
| 3      | Daniele Bracciali            |   | 1 |   | 2 | 0 | 3 |
| 3      | Rik De Voest                 |   | 1 |   | 2 | 0 | 3 |
| 3      | Mateusz Kowalczyk            |   | 1 |   | 2 | 0 | 3 |
| 3      | Marcos Baghdatis             |   |   | 3 |   | 3 | 0 |
| 3      | Marcos Daniel                |   |   | 3 |   | 3 | 0 |
| 3      | Oleksandr Dolhopolow         |   |   | 3 |   | 3 | 0 |
| 3      | Santiago Giraldo             |   |   | 3 |   | 3 | 0 |
| 3      | Michael Russell              |   |   | 3 |   | 3 | 0 |
| 3      | Ricardo Mello                |   |   | 2 | 1 | 2 | 1 |
| 3      | Kevin Anderson               |   |   | 1 | 2 | 1 | 2 |
| 3      | Sebastián Decoud             |   |   | 1 | 2 | 1 | 2 |
| 3      | Marcelo Demoliner            |   |   | 1 | 2 | 1 | 2 |
| 3      | Frederico Gil                |   |   | 1 | 2 | 1 | 2 |
| 3      | Simon Greul                  |   |   | 1 | 2 | 1 | 2 |
| 3      | Pere Riba                    |   |   | 1 | 2 | 1 | 2 |
| 3      | Rohan Bopanna                |   |   |   | 3 | 0 | 3 |
| 3      | Martin Fischer               |   |   |   | 3 | 0 | 3 |
| 3      | Colin Fleming                |   |   |   | 3 | 0 | 3 |
| 3      | Josh Goodall                 |   |   |   | 3 | 0 | 3 |
| 3      | Harsh Mankad                 |   |   |   | 3 | 0 | 3 |
| 3      | Jonathan Marray              |   |   |   | 3 | 0 | 3 |
| 3      | Frederik Nielsen             |   |   |   | 3 | 0 | 3 |
| 3      | Philipp Oswald               |   |   |   | 3 | 0 | 3 |
| 3      | Joseph Sirianni              |   |   |   | 3 | 0 | 3 |
| 2      | Jewgeni Koroljow             | 1 | 1 |   |   | 1 | 1 |
| 2      | Potito Starace               | 1 | 1 |   |   | 1 | 1 |
| 2      | Lucas Arnold Ker             |   | 2 |   |   | 0 | 2 |
| 2      | Kristof Vliegen              | 1 |   | 1 |   | 2 | 0 |
| 2      | George Bastl                 |   | 1 |   | 1 | 0 | 2 |
| 2      | Brian Dabul                  |   | 1 |   | 1 | 0 | 2 |
| 2      | Denis Istomin                |   | 1 |   | 1 | 0 | 2 |
| 2      | Andis Juška                  |   | 1 |   | 1 | 0 | 2 |
| 2      | Michael Kohlmann             |   | 1 |   | 1 | 0 | 2 |
| 2      | Leonardo Mayer               |   | 1 |   | 1 | 0 | 2 |
| 2      | Sergio Roitman               |   | 1 |   | 1 | 0 | 2 |
| 2      | Édouard Roger-Vasselin       |   | 1 |   | 1 | 0 | 2 |
| 2      | Dmitri Sitak                 |   | 1 |   | 1 | 0 | 2 |
| 2      | Igor Zelenay                 |   | 1 |   | 1 | 0 | 2 |
| 2      | Thomaz Bellucci              |   |   | 2 |   | 2 | 0 |
| 2      | Ramón Delgado                |   |   | 2 |   | 2 | 0 |
| 2      | Taylor Dent                  |   |   | 2 |   | 2 | 0 |
| 2      | Brendan Evans                |   |   | 2 |   | 2 | 0 |
| 2      | Daniel Gimeno Traver         |   |   | 2 |   | 2 | 0 |
| 2      | Blaž Kavčič                  |   |   | 2 |   | 2 | 0 |
| 2      | Daniel Köllerer              |   |   | 2 |   | 2 | 0 |
| 2      | Rui Machado                  |   |   | 2 |   | 2 | 0 |
| 2      | Xavier Malisse               |   |   | 2 |   | 2 | 0 |
| 2      | Florian Mayer                |   |   | 2 |   | 2 | 0 |
| 2      | Ivo Minář                    |   |   | 2 |   | 2 | 0 |
| 2      | Laurent Recouderc            |   |   | 2 |   | 2 | 0 |
| 2      | Stéphane Robert              |   |   | 2 |   | 2 | 0 |
| 2      | Carlos Salamanca             |   |   | 2 |   | 2 | 0 |
| 2      | Dustin Brown                 |   |   | 1 | 1 | 1 | 1 |
| 2      | Arnaud Clément               |   |   | 1 | 1 | 1 | 1 |
| 2      | Ryler DeHeart                |   |   | 1 | 1 | 1 | 1 |
| 2      | Alessio di Mauro             |   |   | 1 | 1 | 1 | 1 |
| 2      | Ivan Dodig                   |   |   | 1 | 1 | 1 | 1 |
| 2      | Rainer Eitzinger             |   |   | 1 | 1 | 1 | 1 |
| 2      | Konstantin Krawtschuk        |   |   | 1 | 1 | 1 | 1 |
| 2      | Harel Levy                   |   |   | 1 | 1 | 1 | 1 |
| 2      | Marc López                   |   |   | 1 | 1 | 1 | 1 |
| 2      | Robin Vik                    |   |   | 1 | 1 | 1 | 1 |
| 2      | Diego Álvarez                |   |   |   | 2 | 0 | 2 |
| 2      | Juan-Martín Aranguren        |   |   |   | 2 | 0 | 2 |
| 2      | Juan Pablo Brzezicki         |   |   |   | 2 | 0 | 2 |
| 2      | Jamie Delgado                |   |   |   | 2 | 0 | 2 |
| 2      | Martin Emmrich               |   |   |   | 2 | 0 | 2 |
| 2      | Michail Jelgin               |   |   |   | 2 | 0 | 2 |
| 2      | Víctor Estrella              |   |   |   | 2 | 0 | 2 |
| 2      | Rodrigo Guidolin             |   |   |   | 2 | 0 | 2 |
| 2      | Treat Huey                   |   |   |   | 2 | 0 | 2 |
| 2      | Rameez Junaid                |   |   |   | 2 | 0 | 2 |
| 2      | Sadik Kadir                  |   |   |   | 2 | 0 | 2 |
| 2      | Dieter Kindlmann             |   |   |   | 2 | 0 | 2 |
| 2      | Alexander Kudrjawzew         |   |   |   | 2 | 0 | 2 |
| 2      | Miguel Ángel López Jaén      |   |   |   | 2 | 0 | 2 |
| 2      | Alexander Peya               |   |   |   | 2 | 0 | 2 |
| 2      | Bobby Reynolds               |   |   |   | 2 | 0 | 2 |
| 2      | Pablo Santos González        |   |   |   | 2 | 0 | 2 |
| 2      | Juri Schtschukin             |   |   |   | 2 | 0 | 2 |
| 2      | Andreas Siljeström           |   |   |   | 2 | 0 | 2 |
| 2      | Simon Stadler                |   |   |   | 2 | 0 | 2 |
| 2      | Yang Tsung-hua               |   |   |   | 2 | 0 | 2 |
| 1      | Gastón Gaudio                | 1 |   |   |   | 1 | 0 |
| 1      | Feliciano López              | 1 |   |   |   | 1 | 0 |
| 1      | Lukáš Rosol                  | 1 |   |   |   | 1 | 0 |
| 1      | Andreas Seppi                | 1 |   |   |   | 1 | 0 |
| 1      | Janko Tipsarević             | 1 |   |   |   | 1 | 0 |
| 1      | Viktor Troicki               | 1 |   |   |   | 1 | 0 |
| 1      | Stan Wawrinka                | 1 |   |   |   | 1 | 0 |
| 1      | Jamie Cerretani              |   | 1 |   |   | 0 | 1 |
| 1      | Nicolas Mahut                |   | 1 |   |   | 0 | 1 |
| 1      | Alexandre Sidorenko          |   | 1 |   |   | 0 | 1 |
| 1      | Andreas Beck                 |   |   | 1 |   | 1 | 0 |
| 1      | Ruben Bemelmans              |   |   | 1 |   | 1 | 0 |
| 1      | Alex Bogdanovic              |   |   | 1 |   | 1 | 0 |
| 1      | Stéphane Bohli               |   |   | 1 |   | 1 | 0 |
| 1      | Daniel Brands                |   |   | 1 |   | 1 | 0 |
| 1      | Serhij Bubka                 |   |   | 1 |   | 1 | 0 |
| 1      | Paul Capdeville              |   |   | 1 |   | 1 | 0 |
| 1      | Íñigo Cervantes              |   |   | 1 |   | 1 | 0 |
| 1      | Juan Ignacio Chela           |   |   | 1 |   | 1 | 0 |
| 1      | Marco Chiudinelli            |   |   | 1 |   | 1 | 0 |
| 1      | Federico Delbonis            |   |   | 1 |   | 1 | 0 |
| 1      | Daniel Evans                 |   |   | 1 |   | 1 | 0 |
| 1      | Fabio Fognini                |   |   | 1 |   | 1 | 0 |
| 1      | Marc Gicquel                 |   |   | 1 |   | 1 | 0 |
| 1      | Andrei Golubew               |   |   | 1 |   | 1 | 0 |
| 1      | Óscar Hernández              |   |   | 1 |   | 1 | 0 |
| 1      | Jesse Huta Galung            |   |   | 1 |   | 1 | 0 |
| 1      | Uladsimir Ihnazik            |   |   | 1 |   | 1 | 0 |
| 1      | John Isner                   |   |   | 1 |   | 1 | 0 |
| 1      | Kevin Kim                    |   |   | 1 |   | 1 | 0 |
| 1      | Brydan Klein                 |   |   | 1 |   | 1 | 0 |
| 1      | Michail Kukuschkin           |   |   | 1 |   | 1 | 0 |
| 1      | Alex Kuznetsov               |   |   | 1 |   | 1 | 0 |
| 1      | Nicolás Lapentti             |   |   | 1 |   | 1 | 0 |
| 1      | Illja Martschenko            |   |   | 1 |   | 1 | 0 |
| 1      | Alberto Martín               |   |   | 1 |   | 1 | 0 |
| 1      | Nicolás Massú                |   |   | 1 |   | 1 | 0 |
| 1      | Dominik Meffert              |   |   | 1 |   | 1 | 0 |
| 1      | Jarkko Nieminen              |   |   | 1 |   | 1 | 0 |
| 1      | Dick Norman                  |   |   | 1 |   | 1 | 0 |
| 1      | Wayne Odesnik                |   |   | 1 |   | 1 | 0 |
| 1      | Josselin Ouanna              |   |   | 1 |   | 1 | 0 |
| 1      | Michał Przysiężny            |   |   | 1 |   | 1 | 0 |
| 1      | Guillaume Rufin              |   |   | 1 |   | 1 | 0 |
| 1      | Olivier Rochus               |   |   | 1 |   | 1 | 0 |
| 1      | Fabrice Santoro              |   |   | 1 |   | 1 | 0 |
| 1      | Iwan Serhejew                |   |   | 1 |   | 1 | 0 |
| 1      | Júlio Silva                  |   |   | 1 |   | 1 | 0 |
| 1      | Robin Söderling              |   |   | 1 |   | 1 | 0 |
| 1      | Gō Soeda                     |   |   | 1 |   | 1 | 0 |
| 1      | Andrea Stoppini              |   |   | 1 |   | 1 | 0 |
| 1      | Takao Suzuki                 |   |   | 1 |   | 1 | 0 |
| 1      | Ryan Sweeting                |   |   | 1 |   | 1 | 0 |
| 1      | Bernard Tomic                |   |   | 1 |   | 1 | 0 |
| 1      | Danai Udomchoke              |   |   | 1 |   | 1 | 0 |
| 1      | Adrian Ungur                 |   |   | 1 |   | 1 | 0 |
| 1      | Donald Young                 |   |   | 1 |   | 1 | 0 |
| 1      | James Ward                   |   |   | 1 |   | 1 | 0 |
| 1      | Yves Allegro                 |   |   |   | 1 | 0 | 1 |
| 1      | Martín Alund                 |   |   |   | 1 | 0 | 1 |
| 1      | Prakash Amritraj             |   |   |   | 1 | 0 | 1 |
| 1      | Miles Armstrong              |   |   |   | 1 | 0 | 1 |
| 1      | James Auckland               |   |   |   | 1 | 0 | 1 |
| 1      | Matthias Bachinger           |   |   |   | 1 | 0 | 1 |
| 1      | Brian Battistone             |   |   |   | 1 | 0 | 1 |
| 1      | Dann Battistone              |   |   |   | 1 | 0 | 1 |
| 1      | Andre Begemann               |   |   |   | 1 | 0 | 1 |
| 1      | Carlos Berlocq               |   |   |   | 1 | 0 | 1 |
| 1      | Júlio César Campozano        |   |   |   | 1 | 0 | 1 |
| 1      | Pawel Tschechow              |   |   |   | 1 | 0 | 1 |
| 1      | Lester Cook                  |   |   |   | 1 | 0 | 1 |
| 1      | Diego Cristin                |   |   |   | 1 | 0 | 1 |
| 1      | Marco Crugnola               |   |   |   | 1 | 0 | 1 |
| 1      | Grigor Dimitrow              |   |   |   | 1 | 0 | 1 |
| 1      | Jonathan Erlich              |   |   |   | 1 | 0 | 1 |
| 1      | Jonathan Eysseric            |   |   |   | 1 | 0 | 1 |
| 1      | Franco Ferreiro              |   |   |   | 1 | 0 | 1 |
| 1      | Teimuras Gabaschwili         |   |   |   | 1 | 0 | 1 |
| 1      | Adrián García                |   |   |   | 1 | 0 | 1 |
| 1      | Augustin Gensse              |   |   |   | 1 | 0 | 1 |
| 1      | Emilio Gómez                 |   |   |   | 1 | 0 | 1 |
| 1      | Alejandro González           |   |   |   | 1 | 0 | 1 |
| 1      | Marcel Granollers            |   |   |   | 1 | 0 | 1 |
| 1      | Gerard Granollers            |   |   |   | 1 | 0 | 1 |
| 1      | Sam Groth                    |   |   |   | 1 | 0 | 1 |
| 1      | Kaden Hensel                 |   |   |   | 1 | 0 | 1 |
| 1      | Ricardo Hocevar              |   |   |   | 1 | 0 | 1 |
| 1      | Dominik Hrbatý               |   |   |   | 1 | 0 | 1 |
| 1      | Adam Hubble                  |   |   |   | 1 | 0 | 1 |
| 1      | Stefano Ianni                |   |   |   | 1 | 0 | 1 |
| 1      | Murod Inoyatov               |   |   |   | 1 | 0 | 1 |
| 1      | Romain Jouan                 |   |   |   | 1 | 0 | 1 |
| 1      | Dušan Karol                  |   |   |   | 1 | 0 | 1 |
| 1      | Christopher Kas              |   |   |   | 1 | 0 | 1 |
| 1      | Alexei Kedrjuk               |   |   |   | 1 | 0 | 1 |
| 1      | Jewgeni Kirillow             |   |   |   | 1 | 0 | 1 |
| 1      | Jiří Krkoška                 |   |   |   | 1 | 0 | 1 |
| 1      | André Miele                  |   |   |   | 1 | 0 | 1 |
| 1      | Denys Moltschanow            |   |   |   | 1 | 0 | 1 |
| 1      | Dawid Olejniczak             |   |   |   | 1 | 0 | 1 |
| 1      | Lamine Ouahab                |   |   |   | 1 | 0 | 1 |
| 1      | Giancarlo Petrazzuolo        |   |   |   | 1 | 0 | 1 |
| 1      | Philipp Petzschner           |   |   |   | 1 | 0 | 1 |
| 1      | Carlos Poch Gradin           |   |   |   | 1 | 0 | 1 |
| 1      | Vasek Pospisil               |   |   |   | 1 | 0 | 1 |
| 1      | Filip Prpic                  |   |   |   | 1 | 0 | 1 |
| 1      | Éric Prodon                  |   |   |   | 1 | 0 | 1 |
| 1      | Purav Raja                   |   |   |   | 1 | 0 | 1 |
| 1      | José Antonio Sánchez de Luna |   |   |   | 1 | 0 | 1 |
| 1      | Adil Shamasdin               |   |   |   | 1 | 0 | 1 |
| 1      | David Škoch                  |   |   |   | 1 | 0 | 1 |
| 1      | Martin Slanar                |   |   |   | 1 | 0 | 1 |
| 1      | Raemon Sluiter               |   |   |   | 1 | 0 | 1 |
| 1      | João Souza                   |   |   |   | 1 | 0 | 1 |
| 1      | Leonardo Tavares             |   |   |   | 1 | 0 | 1 |
| 1      | Márcio Torres                |   |   |   | 1 | 0 | 1 |
| 1      | Gabriel Trujillo Soler       |   |   |   | 1 | 0 | 1 |
| 1      | Simone Vagnozzi              |   |   |   | 1 | 0 | 1 |
| 1      | Izak van der Merwe           |   |   |   | 1 | 0 | 1 |
| 1      | Cristian Villagrán           |   |   |   | 1 | 0 | 1 |
| 1      | Yi Chu-huan                  |   |   |   | 1 | 0 | 1 |
| 1      | Marcel Zimmermann            |   |   |   | 1 | 0 | 1 |
| 1      | Lovro Zovko                  |   |   |   | 1 | 0 | 1 |

### Nationenwertung
| Gesamt | Nation                   | E | D | E  | D  | E  | D  |
| ------ | ------------------------ | - | - | -- | -- | -- | -- |
| 36     | Vereinigte Staaten       |   | 1 | 15 | 20 | 15 | 21 |
| 34     | Argentinien              | 1 | 4 | 12 | 17 | 13 | 21 |
| 29     | Deutschland              | 4 | 2 | 9  | 14 | 13 | 16 |
| 27     | Spanien                  | 1 |   | 8  | 18 | 9  | 18 |
| 23     | Australien               | 2 | 1 | 4  | 16 | 6  | 17 |
| 17     | Italien                  | 2 | 1 | 6  | 8  | 8  | 9  |
| 16     | Tschechien               | 1 | 4 | 6  | 5  | 7  | 9  |
| 15     | Brasilien                |   |   | 9  | 6  | 9  | 6  |
| 15     | Vereinigtes Königreich   |   |   | 3  | 12 | 3  | 12 |
| 14     | Frankreich               |   | 2 | 9  | 3  | 9  | 5  |
| 12     | Slowakei                 | 2 | 5 | 1  | 4  | 3  | 9  |
| 11     | Russland                 | 1 | 2 | 1  | 7  | 2  | 9  |
| 10     | Österreich               |   |   | 3  | 7  | 3  | 7  |
| 9      | Kolumbien                |   |   | 8  | 1  | 8  | 1  |
| 8      | Schweden                 |   | 1 | 1  | 6  | 1  | 7  |
| 8      | Indien                   |   |   |    | 8  | 0  | 8  |
| 7      | Belgien                  | 1 |   | 6  |    | 7  | 0  |
| 7      | Ukraine                  |   |   | 6  | 1  | 6  | 1  |
| 6      | Schweiz                  | 1 | 1 | 2  | 2  | 3  | 3  |
| 6      | Südafrika                |   | 1 | 1  | 4  | 1  | 5  |
| 6      | Thailand                 |   | 1 | 1  | 4  | 1  | 5  |
| 6      | Niederlande              |   |   | 5  | 1  | 5  | 1  |
| 6      | Portugal                 |   |   | 3  | 3  | 3  | 3  |
| 5      | Chinesisch Taipeh        | 2 | 1 |    | 2  | 2  | 3  |
| 5      | Polen                    |   | 1 | 1  | 3  | 1  | 4  |
| 5      | Kasachstan               |   |   | 2  | 3  | 2  | 3  |
| 4      | Niederländische Antillen |   | 1 |    | 3  | 0  | 4  |
| 4      | Uruguay                  |   |   | 2  | 2  | 2  | 2  |
| 4      | Mexiko                   |   |   |    | 4  | 0  | 4  |
| 4      | Pakistan                 |   |   |    | 4  | 0  | 4  |
| 3      | Zypern                   |   |   | 3  |    | 3  | 0  |
| 3      | Chile                    |   |   | 2  | 1  | 2  | 1  |
| 3      | Kroatien                 |   |   | 1  | 2  | 1  | 2  |
| 3      | Dänemark                 |   |   |    | 3  | 0  | 3  |
| 2      | Serbien                  | 2 |   |    |    | 2  | 0  |
| 2      | Lettland                 |   | 1 |    | 1  | 0  | 2  |
| 2      | Usbekistan               |   | 1 |    | 1  | 0  | 2  |
| 2      | Japan                    |   |   | 2  |    | 2  | 0  |
| 2      | Paraguay                 |   |   | 2  |    | 2  | 0  |
| 2      | Slowenien                |   |   | 2  |    | 2  | 0  |
| 2      | Ecuador                  |   |   | 1  | 1  | 1  | 1  |
| 2      | Israel                   |   |   | 1  | 1  | 1  | 1  |
| 2      | Jamaika                  |   |   | 1  | 1  | 1  | 1  |
| 2      | Dominikanische Republik  |   |   |    | 2  | 0  | 2  |
| 2      | Philippinen              |   |   |    | 2  | 0  | 2  |
| 1      | Belarus                  |   |   | 1  |    | 1  | 0  |
| 1      | Finnland                 |   |   | 1  |    | 1  | 0  |
| 1      | Rumänien                 |   |   | 1  |    | 1  | 0  |
| 1      | Algerien                 |   |   |    | 1  | 0  | 1  |
| 1      | Bulgarien                |   |   |    | 1  | 0  | 1  |
| 1      | Kanada                   |   |   |    | 1  | 0  | 1  |